# Мухаммадиев, Шухрат Шавкатович
Шухрат Шавкатович Мухаммадиев (узб. Shuhrat Shavkatovich Muhammadiyev; род. 29 июня 1989 года; Шахрисабз, Узбекская ССР, СССР) — узбекский футболист. Защитник каршинского клуба «Насаф» и национальной сборной Узбекистана.

## Карьера

### Клубная
Шухрат Мухаммадиев начал свою профессиональную карьеру в 2007 году в «Насафе» из Карши, сыграл за этот клуб 2 матча в чемпионате.
В 2009 году перешёл в мубарекский клуб «Машъаль». В составе этой команды, Мухаммадиев выступал четыре сезона и за это время играл в пятидесяти пяти матчах и забил три гола. В феврале 2013 года он подписал контракт с каршинским «Насафом» и выступает за этот клуб до сегодняшнего времени. По состоянию конца 2014 года, за два сезона проведенных в составе «Насафа», Шухрат Мухаммадиев играл в тридцати девяти матчах и забил три гола.

### Международная
В составе национальной сборной Узбекистана Мухаммадиев дебютировал 27 мая 2014 в игре против Омана.
В 2015 году он вошёл в список футболистов которые будут играть в составе сборной в Кубке Азии 2015 который пройдет в Австралии. На этом турнире он два раза выходил на поле.

## Достижения
- Бронзовый призёр Чемпионата Узбекистана: 2013, 2014
- Финалист Кубка Узбекистана: 2013